# Banco Bozano, Simonsen
Banco Bozano, Simonsen foi um banco de investimento brasileiro com sede na avenida Rio Branco, no Rio de Janeiro, fundado em 1961 por Júlio Bozano e Mário Henrique Simonsen. Encerrou as suas atividades em 2000, após ser incorporado pelo Banco Santander em operação que envolveu a compra do Banco Meridional.

## História
Em 1961, Júlio Bozano, após abandonar o curso de arquitetura, funda com Mário Henrique Simonsen a Bozano, Simonsen & Cia. Ltda., empresa de serviços financeiros. Dois anos depois, é formada a Bozano, Simonsen Crédito e Financiamento (BSCI), mas, em 1967, as operações dos bancos comerciais e de investimento são separadas pelo Banco Central, dando origem ao Banco Bozano, Simonsen de Investimento.
Em 1970, inicia a diversificação de seus negócios e cria a Bozano, Simonsen Agropastoril, em Barretos, São Paulo, que chegou a ser a maior produtora de laranja do país. Em 1971, em parceria com o grupo Gomes de Almeida Fernandes, explora a Fazenda Ipanema, em Alfenas, Minas Gerais, que também foi a maior produtora de café do país.
Dois anos depois, o grupo compra e funde dois pequenos bancos comerciais e, com atuação independente do banco de investimento, cria o Banco Bozano, Simonsen. No ano seguinte, a Nomura Securities, então maior corretora do Japão, compra 5% de capital do banco.
Em março de 1974, Simonsen assume o Ministério da Fazenda no governo Geisel, mas faz um acordo de não intervir nos negócios.
Em 1978, seguindo na diversificação dos negócios, associa-se à Multiplan, para atuar na área imobiliária, particularmente na construção de shopping centers.

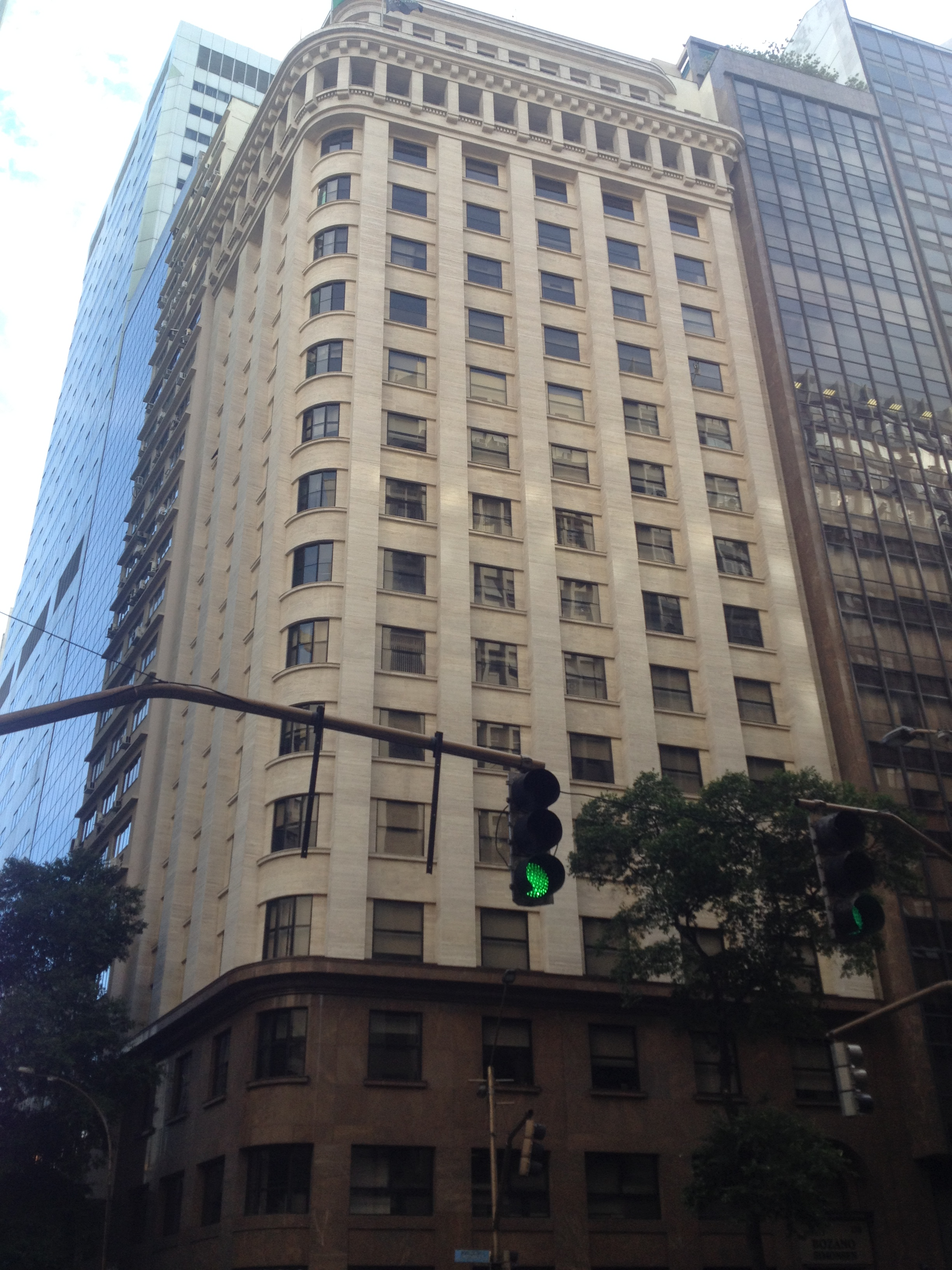
Edifício-sede do Banco Bozano, Simonsen, na avenida Rio Branco, no Rio de Janeiro.

Em 1979, uma nova participação no grupo, agora de 25%, é vendida, para o Mellon Bank, um dos maiores bancos dos Estados Unidos. Simonsen assume o Secretaria de Planejamento da Presidência da República (hoje Ministério do Planejamento), no governo do general João Figueiredo, mas fica apenas um ano no cargo.
Uma nova parceria é formada com a Anglo American, um dos maiores grupo mineradores do mundo, para atuar na produção de ouro.
Em 1990, o Mellon Bank deixa o grupo e vende a sua participação. No ano seguinte, o consórcio liderado pelo grupo, compra 51% das ações com direito a voto da Usiminas, no leilão de privatização. Em 1992, seguem as aquisições e o banco compra 20% do Latinvest, banco de investimento inglês e 33% do capital da Companhia Siderúrgica de Tubarão (CST), privatizada pelo governo federal. As aquisições seguem no ano seguinte, ao vencer o leilão de privatização da Companhia Siderúrgica Paulista (COSIPA). Em 1994, nova aquisição de peso, a Embraer, também privatizada pelo governo federal.
Em 1995, a gestão do banco é profissionalizada e Paulo Ferraz, com dez ano no grupo, assume a presidência. Neste mesmo ano, ganha, em concorrência, a administração do Banerj para prepará-lo para a privatização, vencida mais tarde pelo Itaú. Adquire 12,5% do capital da Escelsa, empresa de energia elétrica do Espírito Santo.
Em 1996, vende suas participações na Escelsa, na Usiminas e na CST e embolsa um lucro de cerca de 400 milhões de dólares. Desfaz a parceria com a Anglo American e vende sua participação na Latinvest para o banco espanhol Bilbao Viscaya. Também cria a Planicred, em parceria com a Multiplan, para atuar nas áreas de cartões de crédito e de financiamento ao consumidor.
No ano seguinte, compra o Banco Meridional, por 266 milhões de reais, no leilão de privatização, se torna o maior banco de investimento brasileiro e é eleito, pela Euromoney, o melhor banco de investimento do país. Também incorpora a Seguradora Oceânica. Em fevereiro, morre Mário Henrique Simonsen e sua mulher, Iluska Simonsen, herda sua participação que era de pouco menos de 5% no banco. Em 1997, a Euromoney reelege o banco como melhor banco de investimento do Brasil.
A partir de julho de 1998, o Meridional passa a ser a holding do grupo no setor financeiro e Paulo Ferraz é incluído na lista de 25 nomes que formam a nova elite empresarial latino-americana da revista BusinessWeek.
Em janeiro de 2000, o Meridional — e o grupo — é vendido e incorporado pelo Banco Santander.